# Vzorový rodinný dům Karfík
Vzorový rodinný dům Karfík, též jen typ Karfík nebo Karfíkova vila, případně vila arch. Vladimíra Karfíka či vlastní dům Vladimíra Karfíka, je rodinný dům ve Zlíně v ulici U Lomu s číslem popisným 629, který přináleží ke vzorové kolonii rodinných domů U Lomu na jižním okraji města za Gahurovým prospektem. Obytná kolonie a s ní i tato stavba vznikly na základě mezinárodní bytové soutěže, kterou vyhlásila firma Baťa na začátku roku 1935. Autorem návrhu byl tehdy už zavedený baťovský architekt Vladimír Karfík. Realizován byl ještě v červnu téhož roku spolu s dvojicí nejlépe hodnocených návrhů a dalšími dvěma domy, žádný z nich se však později už nedostal do sériové výstavby. Sám autor návrhu pak v domě s rodinou deset let bydlel před svým odchodem do Bratislavy. V roce 1983 byl objekt zapsán na seznam nemovitých kulturních památek a v letech 2008–2009 rozsáhle rekonstruován.

## Historie
Po roce 1918 se v Baťově obuvnickém závodě spolu s růstem objemu výroby rapidně zvyšoval také počet pracujících. Zlínský výrobní koncern se tak v meziválečném období spolu s rozvojem svých továren snažil zajistit svým zaměstnancům příhodné pracovní i životní podmínky, a to včetně bydlení. Potřebné intenzity nabyla výstavba se standardizovaným druhem čtyřdomku, který během dvou let 1925–1927 souvisle pokryl dosud nezastavěné území dělnické čtvrti Letná a severně od řeky Dřevnice se začaly rozrůstat také Zálešná a Podvesná s využitím typizovaných dvojdomků. Stavěly se také svobodárny a internáty. Do roku 1934 postavila firma 2 529 nájemních domků a podle tvrzení firemního tisku zajistila zázemí pro 70 % svých pracovníků.

### Mezinárodní soutěž
Na přelomu 20. a 30. let 20. století se v Evropě hledaly nové formy výstavby obytných domů, proběhlo několik výstav moderního bydlení a byla zbudována vzorová sídliště, například Weissenhof ve Stuttgartu (1927), kolonie Nový dům v Brně (1928) nebo osada Baba v Praze (1932). V roce 1935 byla také ve Zlíně vyhlášena mezinárodní soutěž na nový typ rodinného domu, jejímž hlavním výstupem se stala vzorová kolonie U Lomu.
| „                                       | Konečné zhodnocení výsledků soutěže bude provedeno tím způsobem, že vybrané typy se postaví a po roce se posoudí, který z nich našim potřebám nejlépe vyhovuje. Na základě těchto nových zkušeností vypracuje se potom nový typ zlínského rodinného domku. | “ |
| — Vladimír Karfík, Zlín 11. června 1935 | |   |

Cílem soutěže měly být levné a dobře dispozičně řešené byty včetně nábytku, respektující obvyklé zlínské konstrukční způsoby. Návrhy měly být předloženy zprvu do 15. března, termín byl pak o měsíc prodloužen. V porotě byli kromě Jana Antonína Bati a starosty města Dominika Čipery architekti František Lýdie Gahura, Bohuslav Fuchs, Pavel Janák, Dušan Jurkovič, Jaroslav Syřiště a dokonce švýcarský Le Corbusier. V květnu 1935 byly vyhlášeny výsledky a nastal tlak na rychlou realizaci staveb se záměrem prezentovat je 25. června téhož roku účastníkům mezinárodního kongresu zaměřeného na bytovou kulturu. Následně pak měly být vybrány typy vhodné pro hromadnou výstavbu ve Zlíně i Otrokovicích.
Bylo osloveno 550 firem a do soutěže se přihlásilo celkem 289 návrhů, z nichž většina čítající 243 byla z Československa, další byly od architektů z osmi jiných evropských zemí. Po tříkolovém posuzování se porota nakonec rozhodla 1. a 2. cenu neudělit a udělila až dvě 3. ceny s odměnou 7 000 korun. Jednalo se o projekty dvojdomku Adolfa Benše a Františka Jecha (U Lomu 631 a 5685) a jednodomku švédského architekta Erika Svedlunda (Nad Ovčírnou VI 626). Z oceněných projektů se pak výstavby dočkaly ještě dva návrhy, nadstandardní dům architekta Vladimíra Karfíka odměněný částkou 3 000 korun a dvojdomek Antonína Vítka s odměnou 2 000 korun (Nad Ovčírnou VI 632 a 5684). Ve vzorové kolonii U Lomu byl v roce 1935 postaven kromě těchto čtyř vybraných soutěžních návrhů ještě typový jednodomek, který navrhlo Stavební oddělení firmy Baťa (U Lomu 632). Sériové výstavby se však žádný ze soutěžních návrhů nedočkal.

### Autor a jeho vlastní dům
Architekt Vladimír Karfík (1901–1996) po pražských studiích a studijních pobytech v Paříži a ve Spojených státech amerických, kde se dostal do kontaktu s Janem Antonínem Baťou, nastoupil v roce 1930 do Stavebního oddělení firmy Baťa. V roce 1935, kdy probíhala soutěž, Karfík projektoval např. Společenský dům v Otrokovicích a pracoval také na studii budovy prvních filmových ateliérů pro zlínský Kudlov.
Karfíkův vzorový dům byl spolu s ostatními kvůli prezentaci účastníkům kongresu postaven do června 1935, kolaudace však proběhla až v září téhož roku. Předpokládaná cena realizace byla ze všech nejvyšší, zhruba 45 000 korun. Sám autor na realizaci osobně dohlížel a řešil mimo jiné i výsadbu zahrady a úpravu okolí. Ačkoli dům neprojektoval se záměrem vlastního využití, ve svých vzpomínkách posléze uváděl, že mu majitel firmy Jan Antonín Baťa dům po dostavbě přidělil, aby na základě osobních zkušeností mohl zjistit, jak se v něm bude bydlet. Karfík tak poté se svojí manželkou a dětmi v domě skutečně asi deset let bydlel, než byl po konci druhé světové války nucen odejít ze Zlína do Bratislavy.

## Architektura

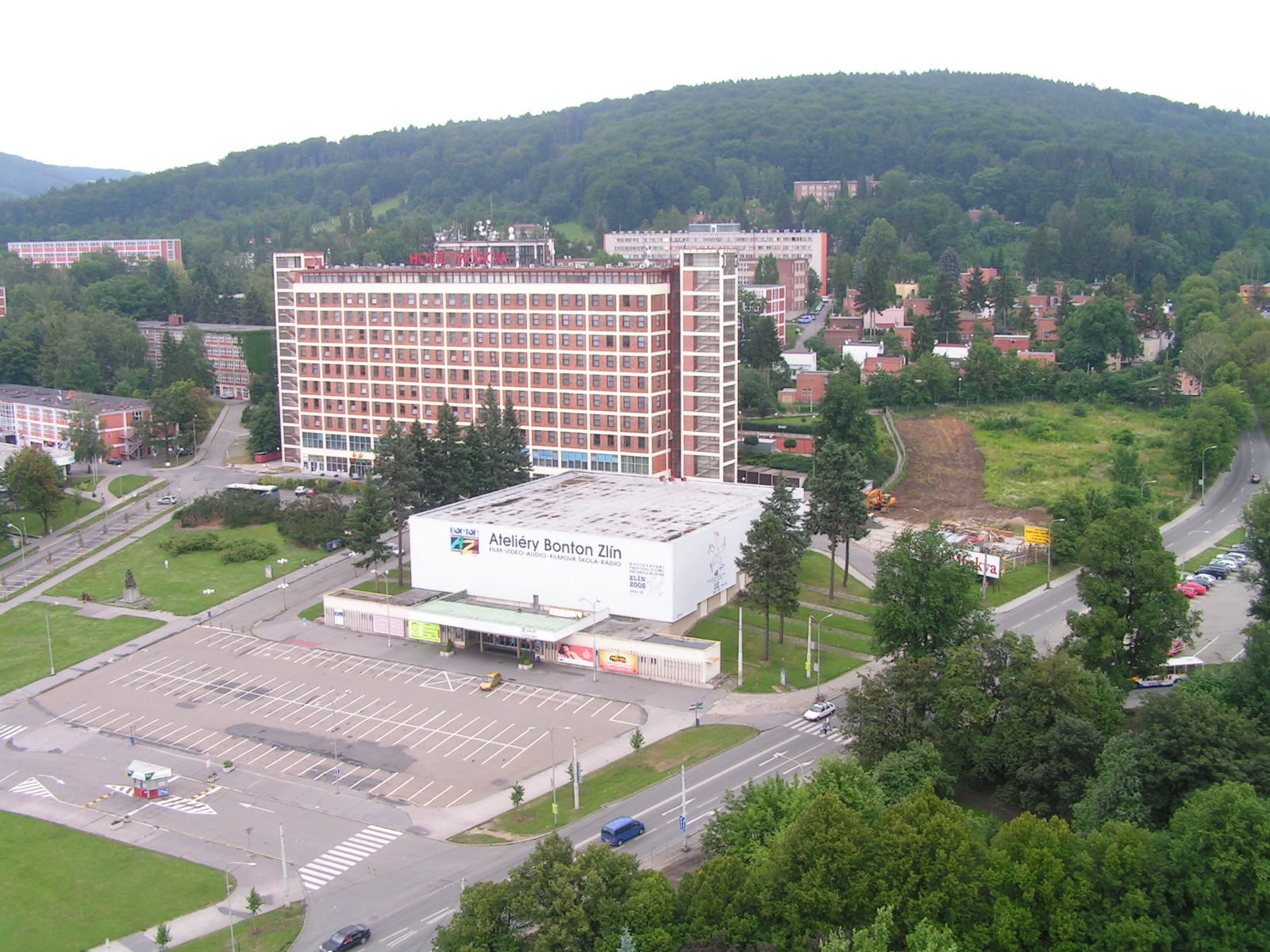
Za Velkým kinem a hotelem Zlín (Moskva) je při pohledu z Baťova mrakodrapu nepříliš zřetelně patrná kolonie U Lomu, završená na hraně lesa hotelem Tomášov (rok 2004).

Dům typu Karfík je spolu s dalšími situován v experimentální kolonii U Lomu ve čtvrti Nad Ovčírnou ve svažitém terénu navazujícím na Gahurův prospekt dále za II. studijním ústavem (později sídlem Policie ČR). Jedná se o prominentní lokalitu na jižním okraji města v zeleni při hranici lesa s výhledy na město. Dům získal k výstavbě centrálně umístěnou parcelu v rámci kolonie.
Stavba byla navržena v duchu baťovské architektury a nese některé její typické prvky (např. cihelné režné zdivo či plochou střechu), svým dvouúrovňovým prostorovým řešením, „americkými“ vysouvacími okny a prolínáním do exteriéru se z ní však výrazně vyčleňuje. Na poměry vzorové kolonie i firemní výstavby se jednalo o nadstandardní bydlení s užitnou plochou asi 100 metrů čtverečních, resp. obytnou plochou 70 metrů čtverečních, která byla největší ze všech uskutečněných soutěžních domů.
Architekt Karfík navrhl samostatně stojící jednodomek pravoúhlého půdorysu s částečným podsklepením a dvouúrovňovou dispozicí jednoetážového bytu, jehož část je zvýšená. Vstup do domu je situován na jižní (z hlediska svahu horní, zahradní) straně a doplněn krytou terasou, která jej přirozeně propojuje se zahradou. Západní přízemní část bytu navazuje na vstup z terasy vstupní halou, odkud se doleva vchází do obývacího pokoje s jídelnou (či spíše jídelním koutem). Naproti vstupu vedou dveře z haly do kuchyně, odkud se dá projít i vlevo do jídelny. Dominantou obývacího pokoje je jihozápadní rohové okno, k němuž byla umístěna pohovka. Z jídelního koutu se stolem a židlemi vyhlíží okno severním směrem s výhledem na město, podobně jako z kuchyně nad dřezem, zatímco do kouta u dveří kuchyně architekt umístil odvětrávaný sporák.
Hala se pravoúhle lomí doprava a po osmi schodových stupních pokračuje centrální chodbou ve zvýšené východní polovině bytu. Zde se nachází pracovna (či pokoj pro hosty), dětský pokoj, ložnice rodičů a koupelna s WC. V dětské i rodičovské ložnici bylo naplánováno po dvou oknech, vždy do dvou různých směrů. V dětském pokoji k nim architekt navrhl stoly se židlemi, zatímco v rozích místnosti dvě postele. Součástí ložnice rodičů byly kromě manželské postele také vestavěné skříně. Podlaha v obytné ploše s ložnicemi a předsíní měla podle návrhu dřevěnou podlahu z bukových vlýsek, zatímco v koupelně i kuchyni byl navržen xylolit. Pod zvýšenou odpočinkovou částí domu je v suterénu umístěna garáž, sklep se skladem uhlí a pokoj služebné, který má stejně jako ostatní sklepní prostory malé zvýšené okno. Schody do suterénu vedou přímo ze vstupní haly vedle schodů stoupajících do odpočinkové části bytu.
Úsporným pojetím i obvodovým pláštěm z cihelného režného zdiva s vyspárovaným vnějším lícem Karfíkův dům koresponduje s typickou baťovskou zástavbou. Netypickým prvkem jsou ovšem americká okna, horizontálně dělená se spodním dílem výsuvným nahoru, v nichž Karfík zúročil svoje zkušenosti ze svého amerického pobytu a inspiraci Frankem Lloydem Wrightem. Výhodou tohoto typu oken byla úspora místa, které pak je možno využít pro umístění nábytku.

## Další vývoj
I když se v soutěži oceněný vlastní dům Vladimíra Karfíka nedočkal sériového provedení, je zaslouženě řazen spolu s ostatními mezi několik evropských expozic moderního bydlení a mezi nejkrásnější stavby Zlína. Patrně v červnu 1983 byl dvojdům prohlášen za kulturní památku. Památkový ústav jej ohodnotil jako „významný vývojový doklad moderní architektury“.
Dům se i po několikeré změně vlastníků zachoval ve velmi dobrém stavu. V letech 2008–2009 se uskutečnila rozsáhlá, ovšem citlivá rekonstrukce podle projektu Oldřicha Studeného. Stavba se v minulosti potýkala se statickými problémy, takže ji bylo nutno v rámci rekonstrukce staticky zabezpečit. S ohledem na požadovaný provoz pak došlo k úpravám původní dispozice domu. Zůstalo však zachováno originální schodiště, repasována původní okna, majitelé se snažili v maximální míře využít dochovaný autentický vestavěný mobiliář. K malé navenek patrné změně došlo uzavřením původně otevřeného jednoho závětří vstupu skleněnými tvárnicemi, což však materiálově koresponduje s dobou vzniku domu.